# Rhys Williams (labdarúgó)
Rhys Williams (Preston, 2001. február 3. –) angol labdarúgó, a Premier League-ben szereplő, Liverpool FC játékosa.

## Pályafutása

### Korai évei
Williams mindössze 10 esztendős korában csatlakozott a Liverpool akadémiához. 2019-ben megnyerte az ifjúsági csapattal az FA Youth Cup-t. A 2019/20-as idényben a Kidderminster Harriers FC-nél vendégeskedett kölcsönben a hatodosztályban.

### Klubcsapatokban

#### Liverpool FC
2020. szeptemberében egy hosszú távú szerződést írt alá a klubbal. Szeptember 24-én az EFL kupában mutatkozott be először a Liverpoolban, a Lincoln City ellen. Október 21-én lépett először pályára Bajnokok Ligája mérkőzésen, a rendes játékidő 90+2. percében, James Milnert váltotta.
6 nappal később a következő BL-találkozón már több játékidőt kapott egy kényszerű csere miatt, ugyanis a 30. percben Fabinhót váltotta, a dán FC Midtjylland elleni 2–0-s összecsapáson. 
Október utolsó napján, azaz 31-én nevezték először a bajnokságba (Premier League), a West Ham United ellen.
December 16-án debütált kezdőként és játszotta végig a Tottenham Hotspur elleni 2–1-s hazai találkozót.

#### Kölcsönben
2021. augusztus 21-én meghosszabbította szerződését a Liverpoollal, valamint 2022. június 30-ig kölcsönbe került a Swansea City csapatához, de 2022. január 20-án visszarendelték. Július 19-én a Blackpool csapata szerződtette kölcsönben. Tíznappal később mutatkozott be a bajnokságban a Reading ellen 1–0-ra megnyert találkozón. 2023. január 23-án 17 mérkőzés után visszarendelte a Liverpool. A nyári átigazolási időszakban a skót Aberdeen kölcsönben szerződtette. A szezon elején megsérült, de az őszi szezon második felében felépült, de ezt követően sem jutott játéklehetőséghez, ezért 2024. január 3-án visszatért a Liverpoolhoz.

## Statisztika
2021. február 2-i állapot szerint.
| Klub                    | Szezon           | Bajnokság             | Bajnokság | Bajnokság | Kupa  | Kupa  | Ligakupa | Ligakupa | Nemzetközi | Nemzetközi | Egyéb | Egyéb | Összes | Összes |
| Klub                    | Szezon           | Liga                  | Mérk.     | Gólok     | Mérk. | Gólok | Mérk.    | Gólok    | Mérk.      | Gólok      | Mérk. | Gólok | Mérk.  | Gólok  |
| ----------------------- | ---------------- | --------------------- | --------- | --------- | ----- | ----- | -------- | -------- | ---------- | ---------- | ----- | ----- | ------ | ------ |
| Kidderminster (kölcsön) | 2019–20          | National League North | 26        | 1         | —     | —     | —        | —        | —          | —          | —     | —     | 26     | 1      |
| Liverpool               | 2020–21          | Premier League        | 2         | 0         | 2     | 0     | 2        | 0        | 6          | 0          | 0     | 0     | 12     | 0      |
| Karrier összesen        | Karrier összesen | Karrier összesen      | 28        | 1         | 2     | 0     | 2        | 0        | 6          | 0          | 0     | 0     | 38     | 1      |

1. ↑  Mérkőzése(i) a Bajnokok Ligájában

## Közösségi platformok
Rhys Williams az Instagramon